# Wspólnota Europejska
Wspólnota Europejska, WE, znana głównie pod nazwą Europejska Wspólnota Gospodarcza, EWG (fr. Communauté Économique Européenne, CEE; ang. European Economic Community, EEC) – organizacja ponadnarodowa państw europejskich, powołana do życia 1 stycznia 1958 na mocy traktatów rzymskich jako EWG, istniejąca do 30 listopada 2009. Była pierwszym filarem Unii Europejskiej wraz z Europejską Wspólnotą Energii Atomowej (Euratom), a do 2002 również z Europejską Wspólnotą Węgla i Stali. W 1992 na podstawie traktatu z Maastricht zmieniono nazwę EWG na Wspólnota Europejska, co miało być wyrazem pragnienia państw narodowych, by rozszerzyć współpracę na obszary inne niż tylko gospodarka.

## Historia
Zachęceni sukcesem jakim okazała się Europejska Wspólnota Węgla i Stali i zaniepokojeni zarazem fiaskiem projektu Europejskiej Wspólnoty Obronnej, przywódcy państw członkowskich EWWiS postanowili na konferencji w Mesynie w czerwcu 1955 kontynuować próby integracyjne państw Europy Zachodniej. Przez sześć miesięcy po konferencji odbyło się wiele spotkań na szczeblu rządowym i eksperckim, czego zwieńczeniem było powstanie komitetu przygotowawczego pod przewodnictwem ówczesnego ministra spraw zagranicznych Belgii Paula-Henriego Spaaka. W kwietniu tego samego roku komitet przedstawił dwa projekty:
- utworzenia wspólnego rynku,
- utworzenia wspólnoty energii atomowej.

25 marca 1957 w Rzymie podpisano słynne traktaty, które weszły w życie 1 stycznia 1958.

## Zadania
Gospodarka, która okazała się być mniej podatna na narodowe resentymenty niż siła militarna, stała się motorem napędowym integracji. Zasadniczo wyróżnić można dwa cele, które przyświecały twórcom wspólnot: (1) współpracę gospodarczą rozumianą jako (2) mały krok w kierunku integracji politycznej wobec fiaska planu utworzenia Europejskiej Wspólnoty Politycznej. Świadczyć o tym mogą stwierdzenia zawarte w preambule traktatów rzymskich:
- „ZDECYDOWANI stworzyć podstawy coraz ściślejszego związku między narodami Europy,
- ZDECYDOWANI zapewnić postęp gospodarczy i społeczny swych krajów poprzez wspólne działanie, usuwając bariery dzielące Europę,
- ZDECYDOWANI zachować i umocnić pokój i wolność przez połączenie swych zasobów, oraz wzywając inne narody Europy, które podzielają ich ideały, do połączenia się w wysiłkach,”[4].

| Historia                                                                 | Historia                                                    |
| ------------------------------------------------------------------------ | ----------------------------------------------------------- |
| Traktaty rzymskie Traktat fuzyjny Traktat z Maastricht Traktat lizboński | 25 marca 1957 8 kwietnia 1965 7 lutego 1992 13 grudnia 2007 |

Wraz z wejściem traktatu w życie powstał wspólny rynek, art. 2 porozumienia stanowił, że jego filarem jest swoboda przepływu: osób, usług, towarów i kapitału. Artykuł 8 zakładał zakończenie całego procesu w ciągu 12 lat, podzielonego na trzy etapy. Zniesiono również opłaty celne między państwami, oraz zastąpiono poszczególne taryfy dla państw zewnętrznych jedną wspólną (unia celna). Przyczyniło się to szczególnie w pierwszym okresie do znacznego wzrostu obrotów handlowych pomiędzy państwami członkowskimi.

## Instytucje
Do realizacji założeń traktatowych powołano:
| Przewodniczący Komisji | Przewodniczący Komisji |
| --- | ---------------------- |
| 1958–1967 1967–1970 1970–1972 1972–1973 1973–1977 1977–1981 1981–1985 1985–1995 1995–1999 1999 1999–2004 2004–2009                                                                         |                        |
| Walter Hallstein Jean Rey Franco Maria Malfatti Sicco Mansholt François-Xavier Ortoli Roy Jenkins Gaston Thorn Jacques Delors Jacques Santer Manuel Marín Romano Prodi José Manuel Barroso |                        |

- Komisję – władzę wykonawczą, niezależne kolegium przedstawicieli rządów państw członkowskich, z wyłącznym prawem inicjatywy ustawodawczej, przedstawiające Radzie Ministrów projekty aktów wspólnotowych,
- Radę Ministrów – składająca się z przedstawicieli rządów państw członkowskich (mająca de facto najwyższe kompetencje),
- Zgromadzenie – mające charakter parlamentarny i opiniodawczy, początkowo składający się z przedstawicieli parlamentów narodowych,
- Trybunał Sprawiedliwości.

Dwie ostatnie instytucje były wspólne również dla Euratomu. W 1967 wraz z wejściem w życie traktatu fuzyjnego Rada i Komisja stały się wspólne dla trzech Wspólnot (EWWS, EWG i Euratom)

## Późniejsze zmiany
Podpisany 7 lutego 1992 Traktat z Maastricht ustanawiający Unię Europejską zakładał, że Wspólnoty europejskie są jednym z jej filarów, a także zmieniał nazwę Europejskiej Wspólnoty Gospodarczej na Wspólnota Europejska.
Reformujący instytucje unijne Traktat lizboński z 2007 wprowadził istotne zmiany. Unia Europejska nabyła osobowość prawną i zastąpiła Wspólnotę Europejską, przejmując wszystkie jej kompetencje. Wraz z wejściem traktatu w życie 1 grudnia 2009 Wspólnota przestała istnieć.